# 河野臨
河野臨（1981年1月7日—），日本職業圍棋棋士（九段），其師為小林光一（九段）。詰棋大師，著有
《河野臨の詰碁》等超高難度死活專著。

## 生平
河野臨生於東京都，於明保中學校畢業，現屬日本棋院東京本院。
1996年，河野臨正式取得初段棋士資格成為職業棋士，同年晉升為二段棋士。
1997年，河野臨獲得大手合第2部優勝。同年晉升為三段棋士。
1998年，河野臨晉升為四段棋士。
1999年7月，河野臨晉升為五段棋士。
2001年5月，河野臨晉升為六段棋士。
2002年，河野臨獲得棋道賞新人賞。
2003年，河野临取得第300勝。同年6月5日晉升為七段棋士。
2004年3月，河野临獲得第1回JAL新銳早碁優勝。
2005年12月20日，河野临於第31期天元戰擊敗天元山下敬吾，取得天元的稱號並晉升為八段。同年取得第400勝，達成時的勝率為0.768。
2006年12月14日，河野临於第32期天元戰擊敗挑戰者棋聖山下敬吾保住天元的稱號並晉升為九段。
2007年12月6日，河野临於第33期天元戰擊敗挑戰者棋聖王座山下敬吾保住天元稱號，實現天元三連霸。
2009年4月，第22届富士通杯围棋赛，并不被看好的河野临连胜中国等级分前两名孔杰、古力，爆出大冷门，震动中国围棋界。
2014年8月，第26届亚洲杯电视围棋快棋赛，连胜李钦诚和朴廷桓晋级决赛，决赛中惜败于李世石获得亚军。
2016年4月，第8屆應氏盃連勝陳耀燁和朴永訓打入8強。10月，第23屆 阿含·桐山杯冠軍。
2020年9月9日，第9屆應氏盃16強。

## 外部連結
- 河野臨介紹頁 (日本棋院) （页面存档备份，存于） （日語）